# Portal dels Senyors d'Èvol
El Portal dels Senyors d'Èvol és una obra de Guimerà (Urgell) inclosa a l'Inventari del Patrimoni Arquitectònic de Catalunya.

## Descripció
Portal situat a la part més alta de la població format per un arc de mig punt dovellat i conegut amb el nom del Portal del Senyor d'Èvol. Damunt de la dovella central hi ha un escut heràldic compost amb els símbols de la casa dels Castre-Pinós amb les bandes catalanes, però era una família d'origen reial, l'estel dels Castre, les pinyes dels Pinós i la barra en diagonal dels sotsvescomtes d'Evoli. El portal té unes llindes a la part baixa, una a cada costat, i són proteccions per l'entrada de carros i animals grossos.

## Història
La primera muralla del sud es va anar ampliant i al llarg dels segles xiii i xiv es construïren els portals d'orient i ponent. Hi ha constància que ja l'any 1393 van edificar part de la muralla que uneix el castell i la nova església gòtica. Més tard al segle xvi obriren el portal d'Èvol a la part més alta de la muralla on s'unia el castell amb l'església.
Aquest portal neix de l'encàrrec de Felip Galceran de Castre-Pinós (1533-1590). El 1585 fou contractat Pere Xanxes per tal de portar a terme les obres del voltant del castell.